# هوششتنباخ
هوششتنباخ (به آلمانی: Höchstenbach) یک شهر در آلمان است که در وستروالدکرایس واقع شده‌است. هوششتنباخ ۷۰۹ نفر جمعیت دارد.